# Imaruí
Imaruí là một đô thị thuộc bang Santa Catarina, Brasil. Đô thị này có diện tích 542 km², dân số năm 2007 là 11675 người, mật độ 21,5 người/km².